# Cyathea sibuyanensis
Cyathea sibuyanensis är en ormbunkeart som beskrevs av Edwin Bingham Copeland. Cyathea sibuyanensis ingår i släktet Cyathea och familjen Cyatheaceae. Inga underarter finns listade.